# Gérson Teixeira
Gérson Luiz Borlotti Teixeira (Santo André, 27 de dezembro de 1957) é um roteirista de quadrinhos brasileiro. Trabalhou por muitos anos como roteirista de quadrinhos Disney  e Os Trapalhões para Editora Abril desde 2000, produz roteiros para a Turma da Mônica da Maurício de Sousa Produções, em janeiro de 2021, volta a produzir histórias do Zé Carioca, dessa vez para a editora Culturama.
É pai do também roteirista e publicitário Luis Gustavo Fiali Teixeira.
Sua primeira história Disney foi "O Outro Lado do Meio-Dia" na revista Almanaque Disney nº 85, de junho de 1978, com o Morcego Vermelho.
Em 2012, produziu uma história do Astronauta para o álbum Ouro da Casa, publicado pela Panini Comics.
Em 2019, fez roteiros Causos do Chico Lorota do selo Ribeirão Preto em Quadrinhos (RPHQ), viabilizado graças a um financiamento coletivo no site Catarse.
Fundou a empresa Toons4Corps Quadrinhos Corporativos que conta com a colaboração de Luiz Podavin (diretor de arte), Willians Romano (animação e efeitos especiais) e Gustavo Mochiuti (animação).
Em fevereiro de 2022, lançou uma campanha de financiamento no Catarse para o livro Minha História nos Quadrinhos.